# Pseudoleskeella
Pseudoleskeella (deutsch Kettenmoose) ist eine Gattung von Laubmoosen in der Ordnung Hypnales.

## Merkmale
Die kleinen oder sehr kleinen Pflanzen bilden dichte, glanzlose Rasen. Die Stämmchen sind niederliegend bis aufrecht und unregelmäßig oder regelmäßig verzweigt, die Blätter gerade oder sichelförmig, breit eiförmig bis lanzettlich, stumpf bis lang zugespitzt, ganzrandig oder an der Spitze gezähnelt. Laminazellen sind rautenförmig, glatt oder am oberen Zellende papillös, Blattflügelzellen sind von den übrigen Blattzellen nicht unterschieden. Die Blattrippe ist einfach oder gegabelt, kurz oder bis zur Blattspitze reichend.
Die Arten sind diözisch. Auf der langen Seta befindet sich die eiförmige bis zylindrische, meist leicht gebogene Kapsel mit konischem oder kurz geschnäbeltem Deckel.

## Systematik
Pseudoleskeella war traditionell Bestandteil der Familie Leskeaceae. Nach Frey/Fischer/Stech wurde die Familie Pseudoleskeellaceae (wie auch die Familie Pseudoleskeaceae) aufgrund von Molekulardaten von Leskeaceae abgespalten.
Die Gattung Pseudoleskeella ist die einzige der Familie Pseudoleskeellaceae.

## Arten
Weltweit gibt es 8 Arten, die auf der Nordhalbkugel und hier vorwiegend arktisch-alpin verbreitet sind.
In Deutschland, Österreich und der Schweiz vorkommende Arten sind:
- Pseudoleskeella catenulata (Fels-Kettenmoos)
- Pseudoleskeella nervosa (Baum-Kettenmoos)
- Pseudoleskeella rupestris
- Pseudoleskeella tectorum (Dach-Kettenmoos)